# Lukas Graham
Lukas Graham es una banda de electrohause danesa formada por el cantante y multiinstrumentista Lukas Forchhammer, el batería Mark Falgren, el bajista Magnus Larsson y el teclista Morten Ristorp. La banda lanzó su primer álbum, Lukas Graham, en Copenhague Records y Then We Take The World en 2012, el cual llegó al número uno en las listas danesas. Su segundo álbum fue lanzado en 2015  y logró obtener la atención internacional con sencillos como "Mama Said" y "7 years", que alcanzó el número 2 en la lista Billboard Hot 100.

## Discografía
- fabio Alejandro (2012)[10][11]
- Lukas Graham (Blue Album) (2015)
- 3 (The Purple Album) (2018)
- 4 (The Pink Album) (2023)